# Velika nagrada Južne Afrike 1939
Velika nagrada Južne Afrike 1939 je bila prva dirka razreda Voiturette v sezoni 1939. Odvijala se je 2. januarja 1939 na dirkališču Prince George Circuit.

## Rezultati

### Dirka
| Poz | Št | Dirkač             | Dirkalnik    | Krogi | Čas/Odstop |
| --- | -- | ------------------ | ------------ | ----- | ---------- |
| 1   | 6  | Luigi Villoresi    | Maserati 6CM | 18    | 1:59'26"   |
| 2   | 7  | Franco Cortese     | Maserati 6CM | 18    | 2:00'50"   |
| 3   | 15 | Mario Massacuratti | Maserati 6CM | 18    | 2:01'50"   |
| 4   | 14 | Roy Hesketh        | ERA R3A      | 18    | 2:04'05"   |
| 5   | 1  | Earl Howe          | ERA R8B      | 18    | 2:05'09"   |
| 6   | 5  | Armand Hug         | Maserati 4CM | 18    | 2:05'33"   |
| 7   | 11 | Peter Aitken       | ERA R8B      | 18    | 2:09'56"   |
| 8   | 9  | Steve Chiappini    | Maserati 6CM | 18    | 2:09'56"   |
| Ods | 12 | Louis Gérard       | Maserati 6CM | 10    | Bat        |
| Ods | 3  | Fay Taylour        | Riley 1500/6 | 4     | Motor      |
| Ods | 2  | Buller Meyer       | Maserati 6CM | 3     | Bat        |
| Ods | 10 | Peter Whitehead    | ERA B        | 2     | Bat        |
| Ods | 4  | Paul Pietsch       | Maserati 6CM | 1     | Bat        |
| Ods | 8  | Piero Taruffi      | Maserati 6CM | 1     | Sklopka    |